# آکیو جیسوجی
آکیو جیسوجی (انگلیسی: Akio Jissoji; ۲۹ مارس ۱۹۳۷ – ۲۹ نوامبر ۲۰۰۶) کارگردان فیلم، و فیلم‌نامه‌نویس اهل ژاپن بود.